# Grosbois (Doubs)
Grosbois è un comune francese di 239 abitanti situato nel dipartimento del Doubs nella regione della Borgogna-Franca Contea.

## Società

### Evoluzione demografica
Abitanti censiti